# 1698
1698 (MDCXCVIII) byl rok, který dle gregoriánského kalendáře započal středou. 

## Události
- 4. ledna – v Londýně shořel palác Whitehall
- 25. srpna – Petr I. se vrátil do Ruska, potlačena vzpoura gardových jednotek
- vymřela významná linie rodu Grimaldiů, Grimaldi-Boglio
- Bukurešť se stává hlavním městem Valašska
- Ludvík XIV. a Vilém III. Oranžský uzavřeli smlouvu, která uznala za dědice španělského trůnu Josefa Ferdinanda Bavorského

### Probíhající události
- 1683–1699 – Velká turecká válka

## Vědy a umění
- 2. červenec – Thomas Savery si nechal patentovat parní stroj
- posmrtně vydána Huygensova práce Cosmotheros
- Denis Papin sestrojil první parní čerpadlo
- Isaac Newton vypočítal rychlost zvuku

## Narození

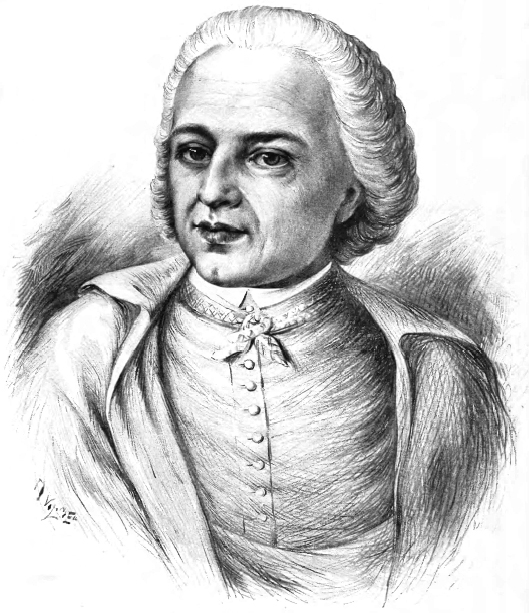
Prokop Diviš (1698–1765)

### České země
- 6. února – Jan Karel Leopold von Scherffenberg, olomoucký kanovník, prelát a biskup († 17. dubna 1771)
- 24. března – Jiří Antonín Heinz, barokní sochař († 22. května 1759)
- 26. března – Prokop Diviš, kněz a vynálezce bleskosvodu († 25. prosince 1765)
- 24. července – František Jiránek, český hudební skladatel († ? 1778)
- 19. prosince – Tomáš Norbert Koutník, kantor, varhaník a hudební skladatel († 16. ledna 1775)

### Svět
- 6. ledna – Michael Heinrich Rentz, německý rytec a kreslíř činný v Čechách († 1758)
- 13. ledna – Pietro Metastasio, italský spisovatel a básník ( † 12. dubna 1782)
- 20. ledna – Ferdinand Julius Troyer z Troyersteinu, rakouský církevní hodnostář, olomoucký biskup († 5. února 1758)
- 15. února – Johann Elias Ridinger, německý rytec, malíř a nakladatel († 10. dubna 1767)
- 28. února – Zikmund Kryštof hrabě ze Schrattenbachu, salcburský arcibiskup († 16. prosince 1771)
- únor – Colin Maclaurin, skotský matematik († 14. června 1746)
- 24. března – Erik Pontoppidan, dánský historik, teolog a ornitolog († 20. prosince 1764)
- 1. května – Jacques Bonne-Gigault de Bellefonds, francouzský arcibiskup († 20. července 1746)
- 19. července – Johann Jakob Bodmer, švýcarský spisovatel († 2. ledna 1783)
- 25. července – Ignác Lengelacher, rakouský sochař činný na jižní Moravě († 1780)
- 13. srpna – Louise Adélaïde d'Orléans, francouzská princezna († 10. února 1743)
- 8. září – Frederika Šarlota Hesensko-Darmstadtská, německá šlechtična a princezna († 22. března 1777)
- 21. září – François Francœur, francouzský hudební skladatel († 5. srpna 1787)
- 26. září – William Cavendish, 3. vévoda z Devonshiru, britský státník a šlechtic († 5. prosince 1755)
- 28. září – Pierre Louis Maupertuis, francouzský filosof, matematik a přírodovědec († 27. července 1759)
- 22. října – Nicola Bonifacio Logroscino, italský hudební skladatel (†  1765)
- 30. října – Paul Troger, rakouský malíř († 20. července 1762)
- 27. listopadu – Marie Anna z Thunu-Hohenštejna, kněžna z Lichtenštejna († 23. února 1716)
- 25. prosince – Jacobus Houbraken, nizozemský rytec († 14. listopadu 1780)
- 26. prosince – Filippo della Valle, italský sochař († 29. dubna 1768)
- ? – Bernard Forest de Bélidor, francouzský inženýr, průkopník hydrauliky († 8. září 1761)
- ? – Giambattista Lolli, italský šachista († 4. června 1769)
- ? – Riccardo Broschi, italský hudební skladatel, představitel neapolské operní školy († 1756)
- ? – Pietro Auletta, italský hudební skladatel († září  1771)

## Úmrtí

### České země
- 24. února – Jan Křtitel Erna, moravský stavitel (* 1625)
- ? – Michael Zürn ml., český barokní sochař (* 1654)
- 27. leden – Boblig z Edelstadtu {*1611,1612}

### Svět
- 23. ledna – Arnošt August Brunšvicko-Lüneburský, hannoverský kurfiřt, otec britského krále Jiřího I. (* 20. listopadu 1629)
- 4. listopadu – Rasmus Bartholin, dánský vědec (* 1625)
- 4. září – Charles d'Albert d'Ailly, francouzský generál a diplomat (* 1625)
- 6. října – Johann Karl Loth, německý malíř (* 8. srpna 1632)
- 28. listopadu – Ferdinand z Ditrichštejna, nejvyšší císařský soudce, nejvyšší komoří a moravský zemský hejtman (* 25. září 1636)
- ? – Jacques Quétif, francouzský historik (* 1618)
- ? – Willem de Vlamingh, holandský mořeplavec (* 28. listopadu 1640)
- ? – Hâfiz Osman, osmanský kaligraf (* 1642)

## Hlavy států
- Anglie – Vilém III. (1688–1702)
- Francie – Ludvík XIV. (1643–1715)
- Habsburská monarchie – Leopold I. (1657–1705)
- Osmanská říše – Mustafa II. (1695–1703)
- Polsko-litevská unie – August II. Silný (1697–1706)
- Rusko – Petr I. Veliký (1682–1725)
- Španělsko – Karel II. (1665–1700)
- Švédsko – Karel XII. (1697–1718)
- Papež – Inocenc XII. (1691–1700)
- Perská říše – Husajn Šáh